# Кюдзю
Кюдзю (яп. 久寿 кю:дзю) — девиз правления (нэнго) японских императоров Коноэ и Го-Сиракава, использовавшийся с 1154 по 1156 год .

## Продолжительность
Начало и конец эры:
- 28-й день 10-й луны 4-го года Нимпэй (по юлианскому календарю — 4 декабря 1154);
- 27-й день 4-й луны 3-го года Кюдзю (по юлианскому календарю — 18 мая 1156).

## Происхождение
Название нэнго было заимствовано из 8-го цзюаня классического древнекитайского сочинения Баопу-цзы]:「其業在於全身久寿」.

## События
- 1154 год (5-я луна 1-го года Кюдзю) — удайдзин Минамото-но Масасада отошёл от государственных дел и постригся в монахи в возрасте 61 года; несколько лет спустя он умер[5];
- 1154 год (8-я луна 1-го года Кюдзю) — правый министр Фудзивара-но Санэёси стал левым министром; бывший дайнагон, 17-летний Фудзивара-но Канэнага занял освободившееся место правого министра[5];
- 1154 год (10-й день 8-й луны 1-го года Кюдзю) — провинция Эттю и район Синкава (яп. 新川郡) пострадали от цунами;
- 22 августа 1155 года (23-й день 7-й луны 2-го года Кюдзю) — император Коноэ скончался в возрасте 17 лет, так и не оставив наследников[6];
- 23 августа 1155 года (24-й день 7-й луны 2-го года Кюдзю) — престол перешёл к младшему брату покойного императора, 14-му сыну дайдзё тэнно Тоба, который через некоторое время воцарился под именем император Го-Сиракава[7].

## Сравнительная таблица
Ниже представлена таблица соответствия японского традиционного и европейского летосчисления. В скобках к номеру года японской эры указано название соответствующего года из 60-летнего цикла китайской системы гань-чжи. Японские месяцы традиционно названы лунами.
| 1-й год Кюдзю (Деревянная Собака) | 1-я луна        | 2-я луна   | 3-я луна* | 4-я луна  | 5-я луна | 6-я луна* | 7-я луна   | 8-я луна*   | 9-я луна*   | 10-я луна             | 11-я луна* | 12-я луна     |                |
| --------------------------------- | --------------- | ---------- | --------- | --------- | -------- | --------- | ---------- | ----------- | ----------- | --------------------- | ---------- | ------------- | -------------- |
| Юлианский календарь               | 14 февраля 1154 | 16 марта   | 15 апреля | 14 мая    | 13 июня  | 13 июля   | 11 августа | 10 сентября | 9 октября   | 7 ноября              | 7 декабря  | 5 января 1155 |                |
| 2-й год Кюдзю (Деревянная Свинья) | 1-я луна*       | 2-я луна   | 3-я луна* | 4-я луна  | 5-я луна | 6-я луна* | 7-я луна   | 8-я луна*   | 9-я луна    | 10-я луна             | 11-я луна* | 12-я луна*    |                |
| Юлианский календарь               | 4 февраля 1155  | 5 марта    | 4 апреля  | 3 мая     | 2 июня   | 2 июля    | 31 июля    | 30 августа  | 28 сентября | 28 октября            | 27 ноября  | 26 декабря    |                |
| 3-й год Кюдзю (Огненная Крыса)    | 1-я луна        | 2-я луна*  | 3-я луна  | 4-я луна* | 5-я луна | 6-я луна* | 7-я луна   | 8-я луна    | 9-я луна*   | 9-я луна (високосная) | 10-я луна* | 11-я луна     | 12-я луна*     |
| Юлианский календарь               | 24 января 1156  | 23 февраля | 23 марта  | 22 апреля | 21 мая   | 20 июня   | 19 июля    | 18 августа  | 17 сентября | 16 октября            | 15 ноября  | 14 декабря    | 13 января 1157 |

* звёздочкой отмечены короткие месяцы (луны) продолжительностью 29 дней. Остальные месяцы длятся 30 дней.